# Cyvette Gibson
Cyvette Gibson, née le 2 décembre 1974 à Dakar au Sénégal, est la dixième maire de Paynesville (en), au Liberia.    
Ayant travaillé au cours des 17 dernières années dans l'autonomisation des femmes, le droit et l'administration municipale au Liberia et aux États-Unis. Elle a été nommée maire par intérim le 14 novembre 2012, devenant ainsi la plus jeune maire du pays. Gibson s’est concentrée sur la fourniture d’infrastructures, d’éducation, d’accès à l’emploi et à l’entrepreneuriat, ainsi que de services de base tels que l’eau, l’énergie, l’assainissement, le logement, la santé et la sécurité. Son administration a dû faire face à une épidémie d’Ebola, à des problèmes persistants de gestion des déchets et à des préoccupations en matière de droits de l’homme.   

## Jeunesse et éducation
Cyvette Gibson est née à Dakar, au Sénégal, le 2 décembre 1974. Elle est la première fille des Libériens Yvette Chesson-Wureh et Chauncy M. Gibson. Son grand-père était le procureur général Joseph JF Chesson, qui a été exécuté par un peloton d'exécution lors du coup d'État libérien de 1980 (en). Alors qu'elle résidait sur Old Road à Sinkor, Monrovia, au Libéria, elle a poursuivi ses premières études à Bright Functional sur Benson Street, Monrovia; à la School of Prime Systems près de l'usine Coca-Cola à Paynesville; et au Joseph Jenkins Roberts Memorial Institute sur la 12e rue, Sinkor, Monrovia. Cependant, en raison des événements entourant le coup d'État de 1980, elle et sa mère ont été contraintes à l'exil.  
La maire Gibson a fréquenté le Collège du nord-ouest de Londres (en), où elle s'est spécialisée en sciences sociales en 1995. Entre 1994 et 1995, elle a également obtenu des certificats en prise de parole en public, en lecture et écriture critiques, en études internationales et en alphabétisation et technologies de l’information. Elle a ensuite terminé ses études à l'Université catholique d'Amérique et a également suivi une formation de parajuriste chez West Law Paralegal.  

## Carrière politique
Cyvette Gibson a été chef de bureau à la Monrovia City Corporation sous l'administration du maire de l'époque; Mary Broh. Durant cette période, il a été rapporté que Gibson avait insulté des journalistes qui rapportaient des allégations de violations des droits de l'homme par le maire.
Gibson a été nommée maire par intérim de la ville de Paynesville (en), au Liberia, le 14 novembre 2012. Elle était la plus jeune maire du pays lorsqu'elle a été nommée à ce poste par la présidente Ellen Johnson Sirleaf.
Les questions de déchets ont dominé une grande partie de son mandat de maire de la ville. Bien qu'elle ait lancé de nombreuses initiatives différentes en matière de déchets, certaines d'entre elles ont été critiquées par des groupes de citoyens car elles ne s'attaquent pas au problème. L'attention s'est principalement portée sur le centre commercial de la région de Monrovia, connu sous le nom de Red Light Market. En tant que maire, elle a mis en œuvre des ordonnances municipales et des projets d'embellissement, notamment le projet d'embellissement de la jonction ELWA, qui a réduit la pollution et les déchets. En avril 2014, elle a appelé la Liberia Marketing Association à accorder une plus grande attention aux problèmes de déchets. Avec un financement limité, elle a pu obtenir le soutien de nombreux habitants de la ville (y compris des toxicomanes et des sans-abri) pour nettoyer Red Light Alors qu’elle avait accordé une attention particulière à la santé pendant l’ épidémie du virus Ebola en Afrique de l’Ouest, elle s’est ensuite à nouveau tournée vers les questions de déchets grâce à une subvention importante de la Banque mondiale.
Gibson a organisé des efforts dans toute la ville pour faire face à l'épidémie d'Ebola dans le pays. Elle a fait appel aux dirigeants communautaires de toute la ville pour éduquer et identifier les victimes potentielles d’Ebola. Ces efforts ont été soutenus par l’UNICEF. Au plus fort de l’épidémie, elle était l’une des sept fonctionnaires exclus d’un licenciement généralisé de fonctionnaires par la présidente Ellen Johnson Sirleaf.
Depuis le début de l’épidémie, elle continue de se concentrer sur les déchets, l’assainissement et l’éducation dans la ville. De plus, des efforts importants ont été entrepris pour le développement du secteur de Dupont Road dans la ville. Un éditorial de 2016 de FrontPage Africa a souligné ses efforts comme « transformant une ville autrefois en faillite ».

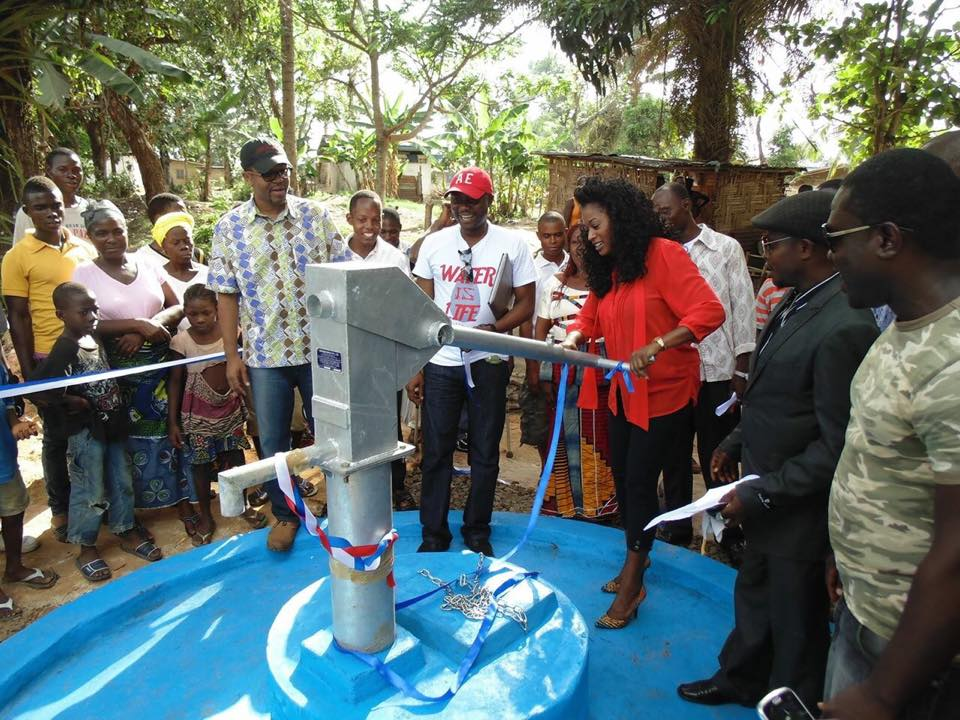
Puits inauguré par le maire Gibson à Paynesville.

### Les partenariats de Paynesville
La ville de Paynesville, dans ses efforts pour devenir une ville propre et développée, a rejoint le réseau 100 Resilient Cities.

Paynesville, sous la direction du maire Gibson, a également établi une relation de jumelage avec la ville de Paynesville, Minnesota (États-Unis) et la ville de Bagcilar, Istanbul (Turquie) .[réf. nécessaire]

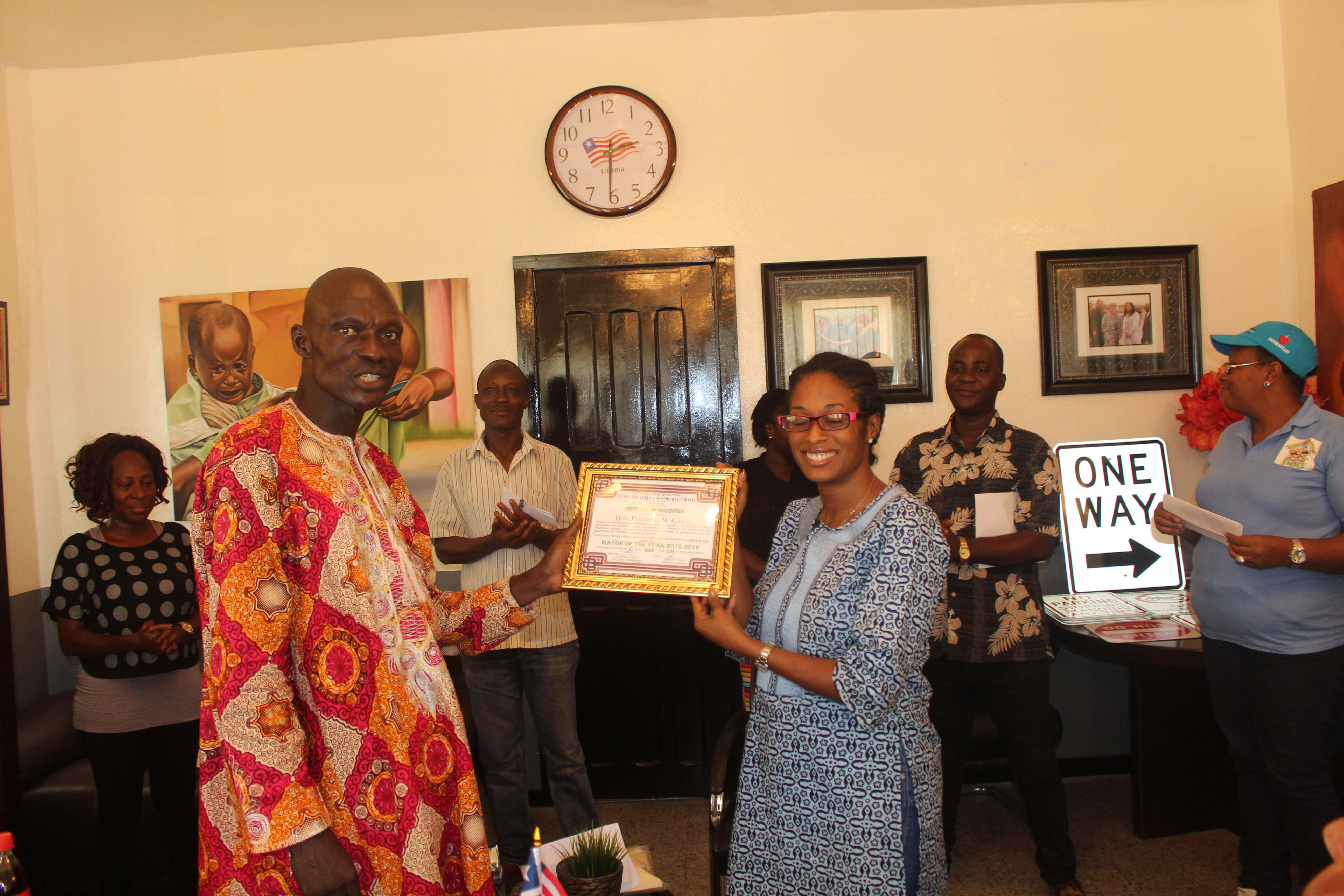
Le maire Gibson reçoit le prix du maire de l’année.

### Réalisations
- L'opération Stop Ebola était une campagne de sensibilisation communautaire en collaboration avec l'UNICEF pour lutter contre la maladie mortelle à virus Ebola (MVE). La campagne a fait appel à plus de quatre cents (400) dirigeants communautaires pour collecter des données sur la MVE, promouvoir la sensibilisation sur la MVE et sur la manière de l'arrêter. Les campagnes ont également fourni du matériel d’hygiène et mis en place des stations permanentes de lavage des mains dans les communautés[12],[13],[14],[15],[16].
- Le PCC a organisé sa première foire scientifique annuelle le 24 novembre 2016, invitant les étudiants à élargir leur intérêt pour les découvertes innovantes dans les sciences[17].
- Le maire Gibson a reçu les prix 2014 de Paynesville Youth for Education and Development pour le soutien financier et moral apporté aux jeunes de Paynesville[réf. nécessaire].
- Elle est devenue présidente de l'Association des maires et des autorités locales du Libéria en 2017[18]